# Nucleolaria
Genre
Nucleolaria est un genre de mollusques gastéropodes marins de la famille des Cypraeidae (les « porcelaines »). 

## Liste d'espèces
Selon World Register of Marine Species (6 septembre 2015) :

Nucleolaria nucleus, venant de la province de Phuket, Thaïlande. Avril 2022.

- Nucleolaria cassiaui (Burgess, 1965)
- Nucleolaria granulata (Pease, 1862)
- Nucleolaria hinuhinu Moretzsohn, 2011
- Nucleolaria nucleus (Linnaeus, 1758)
- Nucleolaria pseudonucleus Moretzsohn, 2011